# مستوقف السيارات (فلم 2007)
مستوقف السيارات (بالإنجليزية: The Hitcher) هو فيلم رعب تم إنتاجه في الولايات المتحدة وصدر سنة 2007 بطولة شون بين وصوفيا بوش وزخاري نايتون ونيل ماكدونو.

## القصة
بينما كان يقود سيارته في صحراء نيو مكسيكو خلال ليلة ممطرة، طالب الجامعة (جيم هالسي)، وصديقته (جريس آندروز)، يقلان الرجل الغريب (جون رايدر). يظهر أن جون مختل عقليا، ويحاول تهديد الاثنين بسكين، ولكن (جيم) ينجح في إلقائه خارج السيارة. في الصباح التالي يجدان جون يستقل سيارة مع أسرة أخرى، فيحاولان اللحاق بهم وإنقاذهم، لكن تحدث حادثة ويجدان الأسرة مقتولة بكاملها.

## الميزانية والإيرادات
كلف الفيلم 10 مليون دولار وحقق أرباح تقدر بـ 25.4 مليون دولار.

## وصلات خارجية
مستوقف السيارات على موقع IMDb (الإنجليزية)
- مستوقف السيارات على موقع ميتاكريتيك (الإنجليزية)
- مستوقف السيارات على موقع روتن توميتوز (الإنجليزية)
- مستوقف السيارات على موقع نتفليكس (الإنجليزية)
- مستوقف السيارات على موقع قاعدة بيانات الأفلام العربية
- مستوقف السيارات على موقع ألو سيني (الفرنسية)
- مستوقف السيارات على موقع Turner Classic Movies (الإنجليزية)
- مستوقف السيارات على موقع أول موفي (الإنجليزية)
- مستوقف السيارات على موقع بوكس أوفيس موجو (الإنجليزية)
- مستوقف السيارات على موقع فيلمافينيتي (الإسبانية)